# チップス先生さようなら
『チップス先生さようなら』（チップスせんせいさようなら、Goodbye, Mr. Chips）は、ジェームズ・ヒルトンが1934年に発表したイギリスの小説。これまでに何度も舞台化による上演や映像化がなされた名作文学の1つである。
19世紀の末から20世紀の初頭にかけて、全寮制男子校のパブリックスクールの1人のごく普通の男性教師の半生を描いた作品。押し寄せる抜本的な社会の変化を彼の人生と対比的に描いている。

## 歴史
1933年、福音派の新聞である『ブリティッシュ・ウィークリー』の付録として世に出た。それが雑誌『アトランティック』1934年4月号の特別読み物として再掲載された。
アトランティック・マンスリーに掲載された事実は、著者と米国の出版社リトルブラウン・アンド・カンパニーとの間での出版交渉を後押しした。
大恐慌により、ほとんどの出版社の経営は危機に瀕し、リトルブラウンとて例外ではなかったので、リトルブラウンは極僅かな部数でスタートさせたが、市場の反応は高く、リトルブラウンは同月のうちに、直ちに増刷に踏み切った。
市場の需要は引き続き高く、リトル・ブラウンは数か月もの間、慎重な部数で本を再版し続け、毎月に少なくとも2回再版を重ねることになった。
最初の英国版は1934年10月に出版された。出版社は、米国での本の成功を見守っていたホッダー&ストートンで、こちらはかなりの大部数を刊行した。出版即日に15,000部を売り上げ、読者の本に対する需要が飽くなきものであると分かって、彼らはすぐに再版を決定した。この本の大成功により、ジェームズ・ヒルトンはベストセラー作家となった。

## あらすじ
イングランド東部（Fenlands、Fens）のブルックフィールドという架空の村にある、架空の学校「ブルックフィールドスクール」。普仏戦争が勃発する1870年9月に、22歳で在職を開始したアーサー・チッピングは伝統と規律を重んじ生徒の悪戯を受け流し、ギリシア語とラテン語を教える「チップス先生」として親しまれるようになった。
湖水地方での休暇中に娘ほどの年が離れた家庭教師の女性キャサリンと知り合い、結婚。キャサリンは学校の教師とその家族、生徒達から人気の存在となり、チップスも見識が広がり幸せを感じる。2年後キャサリンは出産で胎児と共に亡くなる。チップスは1913年まで職を続け引退するも、第一次世界大戦で教員が不足し1916年に復職。愛国教育を教えんとの同調圧力に屈さず、自分のペースで授業を行う。
1918年11月11日、戦争が終わると同時に辞職。下宿で小説を読み、学生と交流する日々を送る。麻疹で入院している少年リンフォードに学校生活のアドバイスをし、チップスは再婚はせず別の女性に関心を持つ事もなく1933年11月に85歳で亡くなる。リンフォードは「チップス先生、さようなら」と別れの言葉を述べる。

## 映画
映像化作品で有名なのは2度作られた映画作品で、1939年のロバート・ドーナット主演作『チップス先生さようなら』と、1969年のピーター・オトゥール主演作『チップス先生さようなら』である。
ドーナットは1939年の映画でアカデミー賞の主演男優賞を受賞した。同年は『風と共に去りぬ』のクラーク・ゲーブルらが有力視されていた年である中での受賞だった。
1969年作品はペトゥラ・クラークがミュージカル女優であるキャサリンを演じたミュージカル映画として脚色され、オトゥールも同賞の同部門で候補になった。1984年にBBCでミニ・シリーズを、2002年にもテレビ映画としても製作された。

## 続編
この作品には、『チップス先生乾杯』（To You, Mr Chips、1938年）という続編がある。